# 기아 조지아 공장
기아 조지아 공장 (영어: Kia Georgia Plant)은 미국 조지아주 웨스트포인트 시에 위치한 제조 공장이다.

## 상세
2010년 2월, 기아 조지아 공장이 준공됐다. 공장 건설에 약 10억 달러가 투자되었으며, 공장 전체 부지는 261만 2000㎡, 건물면적은 20만 2400㎡이다. 연간 300,000 대의 생산 능력을 갖추고 있다. 또한, 기아 조지아 공장 부지 안에는 현대모비스 부품 공장도 건설되었으며 엔진, 변속기, 범퍼 등 컨베이어벨트로 조립 공정에 투입되어 물류비용을 줄인다. 기아 조지아 공장은 현대자동차 앨라배마 공장과 약 134km 떨어져있다.
기아 조지아 공장은 2009년 11월 생산을 시작해 2013년 누적 생산 100만 대를 기록했으며, 2019년 9월에는 300만 대를 돌파했다.
2022년 1월, 새로운 CEO 스튜어트 카운테스가 임명됐다.
2022년, 5세대 스포티지(NQ5) 생산에 돌입했다. 텔루라이드, 쏘렌토, K5에 이어 스포티지까지 총 4개 모델을 현지 생산하고 있다.
2022년 12월 2일, 기아 조지아 공장 관련 투어 영상이 공개됐다. 프레스, 차체조립, 도장, 의장 등 차량 생산 과정을 확인 할 수 있으며, 차량 출고 및 판매까지 영상에 담았다.

## 생산 차종
| 이미지 | 차종       |
| ------ | ---------- |
|        | K5         |
|        | 쏘렌토     |
|        | 텔루라이드 |
|        | 스포티지   |

## 같이 보기
- 기아 (기업)
- 현대자동차그룹